# کلوستریدیوم بوتولینوم

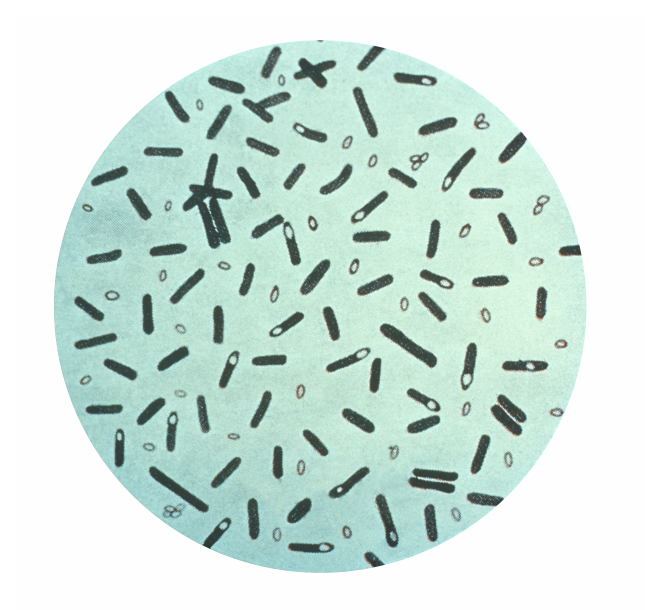
تصویر میکروسکوپی کلستریدیوم بوتولینوم پس از رنگ‌آمیزی گرم؛ به دلیل اینکه هاگ باکتری رنگ نمی‌گیرد، پس از رنگ‌آمیزی به شکل چوب کبریت دیده می‌شود

کلوستریدیوم بوتولینوم گونه‌ای باکتری از جنس کلوستریدیوم است. این باکتری میله‌ای شکل و گرم مثبت است و در وضعیت کم اکسیژن (خرد هوازی) بهتر رشد می‌کند. این باکتری متحرک است و دارای تاژک از نوع پری تریش بوده و همچنین می‌تواند تولید هاگ کند و معمولاً در خاک یافت می شود. هاگ در جنس کلستریدیوم معمولاً انتهایی یا نزدیک به انتها می‌باشد. آزمون‌های کاتالاز و اکسیداز در جنس کلستریدیوم منفی می‌باشد.
این باکتری با تولید سم بوتولینوم که یک نوروتوکسین است، باعث سندروم کشنده بوتولیسم در انسان می‌شود. سم تولید شده توسط این باکتری از کشنده‌ترین ترکیبات بیولوژیک شناخته شده است.  گفته می‌شود که میزان ۷۵ نانوگرم از این سم می‌تواند باعث مرگ یک انسان بالغ بشود. بنابراین مقادیر یک کیلوگرم از این سم این برای کشتن تمام ساکنان کره زمین کافی است و به همین دلیل است که این سم همواره به عنوان یک سلاح بیولوژیک بالقوه در نظر گرفته می‌شود. مقادیر بسیار کم این سم به عنوان دارو نیز استفاده می‌شود.

## ویژگی‌های زیست شناختی
کلوستریدیوم بوتولینوم میکرو ارگانیسمی میله‌ای شکل از فرمانروی پروکاریوت هاست. C. Botulinum یک باکتری بی هوازی اجباریست به طوری که اکسیژن برای سلول این باکتری کشنده است و قادر به دوام بقای خود در محیط‌های هوازی نیست. با این حال این باکتری قادر به تحمل مقادیر اندک اکسیژن به واسطهٔ آنزیم (superoxide dismutase (SOD که آنتی اکسیدانی است که به عنوان راهکار دفاعی در برابر اکسیژن تقریباً در تمام سلول‌های آن که در معرض اکسیژن قرار می‌گیرند، استفاده می‌شود. فرایند تولید توکسین توسط C. Botulinum فقط در طی فرایند هاگزایی که در محیط‌های بی‌هوازی رخ می‌دهد انجام می‌شود. به همین دلیل نیز غذاهای کنسرو شده‌ای که حرارت کافی ندیده‌اند محل مناسبی برای ترشح توکسین این باکتری به حساب می‌آیند.

## نوروتوکسین کلوستریدیوم بوتولینوم
این سم یک عامل مهارکننده عصبی - ماهیچه‌ای بسیار قوی می‌باشد که از طریق مهار آزاد شدن نوروترانسمیتر استیل کولین از انتهای اعصاب محیطی باعث ایجاد فلج شل می‌شود. این سم در برابر آنزیم های گوارشی انسان مقاوم است و به همین دلیل می تواند پس از ورود به دستگاه گوارش سالم مانده و در روده جذب و وارد جریان خون شود. این سم در دمای ۱۰۰° سلسیوس در مدت زمان ۱۵ دقیقه از بین می‌رود. این نوروتوکسین به صورت یک پلی پپتید تک زنجیره‌ای سنتز می‌شود که وزن مولکولی آن ۱۵۰ کیلو دالتون است اما فرم فعال آن به صورت دو زنجیره‌ای می‌باشد که زنجیره سنگین آن ۱۰۰ و زنجیره سبک آن ۵۰ کیلو دالتون است. این دو زنجیره توسط یک پیوند دی سولفیدی به همدیگر متصل شده‌اند.

## پیشگیری از مسمومیت
اسپور این باکتری مقاوم به دمای 100 درجه سلیوس می‌باشد و برای از بین بردن اسپور این باکتری در دمای 100 درجه سلسیوس باید حدود زمانی 20 الی 30 دقیقه را طی کند تا اسپور باکتری از بین برود.برای همین پیشنهاد می‌شود که غذا کنسروی را حدود 20 دقیقه در دمای 100 درجه سلسیوس آب بجوشانید تا از نبود اسپور مطمئن و نبود خطر مطلع شوید.همچنین پیشنهاد می‌شود غذای سرد شده کتسروی را مقداری دما دهید و بعد مصرف نمایید.

## کاربردها و موارد استفاده
از باکتری کلستریدیوم بوتولینوم جهت تولید مواد دارویی همچون بوتاکس ، دیسپورت و نوروبلاک استفاده می شود. این ترکیبات دارویی عموماً جهت فلج کردن انتخابی و محدود عضلات استفاده می شوند.